# Dieter Dekoninck
Dieter Dekoninck (Antwerpen, 28 januari 1991) is een voormalig Belgisch zwemmer gespecialiseerd in de vrije slag en rugslag. Hij vertegenwoordigde zijn vaderland op de Olympische Zomerspelen 2012 in Londen en vier jaar later in Rio.
Samen met Jasper Aerents, Emmanuel Vanluchene en Pieter Timmers schreef hij een stukje geschiedenis op de Olympische Spelen 2012 door zich te plaatsen voor de finale van de 4x100m vrije slag. Bovendien verbeterde hij als openingszwemmer in de series het 4 jaar oude Belgische record van Yoris Grandjean. Het Belgische estafetteteam is uiteindelijk achtste en laatste geworden in de finale van de 4x100m vrije slag.
Op de kampioenschappen die volgen zwemt hij vooral samen met het estafetteteam op de 4x100m en 4x200m. Het hoogtepunt is het behalen van een zilveren en bronzen medaille op de Europese kampioenschappen in 2016 op respectievelijk de 4x200m en 4x100m vrije slag. 
In september 2016, net na de Olympische Spelen, kondigde de toen 25-jarige Deconinck aan te stoppen met professioneel zwemmen.

## Belangrijkste resultaten
| Jaar | Olympische Spelen                          | WK langebaan                              | WK kortebaan  | EK langebaan                                                                     | EK kortebaan |
| ---- | ------------------------------------------ | ----------------------------------------- | ------------- | -------------------------------------------------------------------------------- | --- |
| 2010 |                                            |                                           | geen deelname | 7e 4x200m vrije slag                                                             | 14e 50m vrije slag 17e 100m vrije slag 24e 200m vrije slag 11e 50m rugslag 20e 100m rugslag 6e 4x50m vrije slag 8e 4x50m wisselslag |
| 2011 |                                            | 13e 4x200m vrije slag                     |               |                                                                                  | geen deelname |
| 2012 | 8e 4x100m vrije slag 12e 4x200m vrije slag |                                           | geen deelname | 8e 100m vrije slag 4e 4x100m vrije slag 4e 4x200m vrije slag                     | geen deelname |
| 2013 |                                            | 7e 4x200m vrije slag 9e 4x100m vrije slag |               |                                                                                  | 20e 100m vrije slag 9e 200m vrije slag                                                                                              |
| 2014 |                                            |                                           | geen deelname | geen deelname                                                                    | |
| 2015 |                                            | 6e 4x200m vrije slag                      |               |                                                                                  | geen deelname |
| 2016 | 8e 4x200m vrije slag                       |                                           | geen deelname | 16 100m vrije slag · 21e 200m vrije slag · 4x100m vrije slag · 4x200m vrije slag | |

## Persoonlijke records
(Bijgewerkt tot en met 13 augustus 2013)

### Kortebaan
| Afstand         | Tijd    | Datum            | Plaats    |
| --------------- | ------- | ---------------- | --------- |
| 50m vrije slag  | 22,10   | 25 november 2010 | Eindhoven |
| 100m vrije slag | 47,91   | 7 augustus 2013  | Eindhoven |
| 200m vrije slag | 1.44,81 | 8 augustus 2013  | Eindhoven |
| 50m rugslag     | 24,40   | 25 november 2010 | Eindhoven |
| 100m rugslag    | 54,08   | 27 november 2010 | Eindhoven |

### Langebaan
| Afstand         | Tijd    | Datum        | Plaats    |
| --------------- | ------- | ------------ | --------- |
| 50m vrije slag  | 23,03   | 8 maart 2012 | Londen    |
| 100m vrije slag | 48,79   | 29 juli 2012 | Londen    |
| 200m vrije slag | 1.48,25 | 27 mei 2016  | Antwerpen |
| 50m rugslag     | 26,28   | 28 juli 2009 | Molenbeek |
| 100m rugslag    | 56,87   | 31 juli 2009 | Molenbeek |